# コンシェルジュ インペリアル
『コンシェルジュ インペリアル』 (Concierge Imperial) は、原案：いしぜきひでゆき、画：藤栄道彦による日本の漫画作品。徳間書店の『月刊コミックゼノン』2015年1月号（2014年11月発売）より2017年11月号（2017年9月発売）まで連載された。

## 概要
『コンシェルジュ』から始まる累計120万部を超すシリーズの3作目である。
前作となる『コンシェルジュ』、『コンシェルジュ プラチナム』ではホテルを中心としたサービス業を描いていたが、本作ではホテルからは離れ、介護士となった最上優菜が終末期（ターミナルケア）に伴う人の生死に携わる「サービス」について描く。
最終エピソードは、介護業者が「総理の意向」により優遇を受けたとマスコミ（新聞）報道によって風評被害を受けるストーリー（下記「#あらすじ参照）である。2017年11月25日の「産経抄」にはこれを現実の森友学園による小学校建設を巡る報道になぞらえた文が、掲載された。

## あらすじ
最上優菜は、幼い頃からナイチンゲールに憧れ看護師を目指していたが様々な理由で挫折。福祉系の高校を卒業した後に、介護サービスの派遣会社『株式会社ひまわり』に介護士として就職した。会社は、ほどなく介護ビジネスに進出してきた『御子神重工』にいくつかの老人ホームと共に吸収され、社名も『インペリアルライフ』に改称された。
死に行くという将来の無い被介護者、重労働の介護の業界に、優菜は心をすり減らしていったが、御子神重工が開発した福祉車両NUV（Nursing Utility Vehicle/ナーシング・ユーティリティ・ヴィークル）とその制御コンピュータNIC（ニック：Nursing Information Concierge/ナーシング・インフォメーション・コンシェルジュ）、社長の輝彦らの言動から自分自身の成長という目的を見出し最上級の「サービス」を目指す。
そんな中、輝彦から同業他社との差別化、客観的な指標を問われ、優菜は「幸福度」の数値化を思いつく。具体的なやり方を優菜は思いつかなかったが、顧客（被介護者とその家族）の「笑顔」を調べることで「幸福度」を判断できるのではないかと考えた。輝彦はそのアイデアを容れ、「笑顔認証システム」の試験タイプを造らせ、これが「最上式幸福度測定システム」としてマスコミに採り上げられ話題となる。
国の方針もあって、西東京方面、神奈川県に「健幸〔ママ〕都市特区」が制定され、他に手を挙げる企業もなかったこともあって、幸福度測定システムやロボット技術、自動車の自動運転といった技術も併せ持つ御子神重工が主体となって進めることになった。しかし、何者かが首相と御子神重工の癒着を問題とし、不祥事で免職になった元官僚の証拠もない証言などをマスコミが取り上げるようになる。無論、輝彦にはまったく身に覚えのないことだったが、悪魔の証明を求めるマスコミに答えた輝彦の「無いものは証明できない」という発言を切り取って、マスコミは更に悪意的な報道を行う。謂れのない批判にインペリアルライフの顧客も離れて行った。
真相を知るのは、特区を誘致した前神奈川県知事だけだった。前県知事は認知症で介護施設に入所中にも関わらず、国会でに前県知事の証人喚問が行われる。しかし、前県知事の認知症は虚言であり、マスコミに情報をリークしたのも、介護について世間に関心を持ってほしかった前県知事の狂言であった。
前県知事の思惑に踊らされたマスコミは自らを省みることもなく、事態は沈静化した。

## 主な登場人物

### 主人公と相棒
最上 優菜（もがみ ゆな）
主人公。コミックス1巻の時点で18歳。6巻26話表紙は成人式を迎えた旨の画となっている。『コンシェルジュ』の主要登場人物最上 拝（もがみ はい）の娘で、父と同居中。
看護師に憧れていたが、介護士の道を歩むことになる。
幼い頃にアメリカ同時多発テロ事件でニューヨーク世界貿易センタービルの崩落に巻き込まれ、母とは死別。記憶喪失状態で10年をアメリカの孤児施設で暮らしていた。そのため、漢字の読み書きに怪しい点があったり、事故現場のように大勢の人が倒れている光景を目にするとフラッシュバックを引き起こすことがある。
同僚の杉村・小渕・片山の3人とは仲が良く、仕事終わりに食事に行ったり、ボウリングに行ったりしている。
また、輝彦のことを「ボス」と呼んでおり、（輝彦が社長であるにもかかわらず）唯一タメ口で接している。
終盤、輝彦の意向もあって、妊娠、出産のために休職する安倍に代わって、インペリアル世田谷のコンシェルジュ職に異動。
NIC（ニック）
御子神重工が開発した福祉車両NUVを制御する自律型のコンピュータシステム、人工知能。『ナーシング・インフォメーション・コンシェルジュ（Nursing Information Concierge）』の頭文字を採り、NIC（ニック）と呼ばれる。
口述の会話によるオペレートが可能。
輝彦のことは『テル』と呼んでいる。
NUV
御子神重工が開発した福祉車両。NICの制御によりロボットカーとして無人の自律走行も可能。『ナーシング・ユーティリティ・ヴィークル（Nursing Utility Vehicle）』の頭文字を採っている。「ホッパー」と呼ばれるクワッドローター（ドローン）も搭載している。
ナンバーは「品川302 お 11-65」。
終盤、優菜がよく使用する機能を残した廉価版の2号機、3号機もインペリアルライフに導入された。

### 御子神重工の関係者
自動車部門のブランド名「ホクト」でも知られる。
介護サービス業への進出にあたっては、ICTの適用、NICのような自社開発の自律型ロボットやパワーアシストスーツの導入などにより現場の負担を減らしているのが特徴だが、最後は人間の「心」であることも認識している。
介護業界としては後発で、他業種からの参入ということでマスコミの注目もあり、作中でも社長の輝彦がインタビューを受けて、介護保険制度についての説明を行っている。
政府から「健幸都市特区」構想が出た際には主要企業となる。輝彦の言では、高齢者1人暮らし世帯の介護に広い守備範囲の分野が必要になる上、利益化の目途も薄いことから、他の企業が手を挙げなかったという点もあるらしい。
御子神 輝彦（みこがみ てるひこ）
御子神重工の三代目社長。独身。
常に手袋をしているが、これは右手が義手であるためである。
「金は出すが、口は出さない、理想的な経営者」を自称し、実際に優菜らのアイデアを採用することも多い。優菜が思いついた「笑顔」の時間計測についても、監視カメラやMINIC（ミニック）（後述）の映像、顔認識システム、笑顔認識機能を組み合わせて「最上式幸福度測定システム」として実現させた。
御子神重工は御子神家の親族経営であり、終盤に会社役員を務める輝彦の妹も登場した。
佐山 彩音（さやま あやね）
輝彦の秘書を務める女性。

### インペリアルライフの関係者
インペリアルライフは優菜の務める介護サービス派遣会社。御子神重工の企業買収によって名称が変更となった。デイサービス、訪問介護などを行う。
星崎 愛里（ほしざき あいり）
ヘルパー主任。現場（訪問）に出ることはほとんどなく、優菜らへの的確な指示を出すに留まっている。容姿が美しく、職員や利用者に対しておっとりと優しい言動を取っているが、虐待の疑いがある介護者の自宅の盗聴を（介護者の命を優先するために）許可するなど、押しの強い面もある。小渕曰く、ウチで一番過激な人。
剣道三段の腕前を持ち、小渕を介護の業界に引き込んだ張本人。
年齢は明らかになっていないが、一昔前のギャグにも反応し、杉村らの父親世代が読んでいた漫画の話題にもついて行ける。また、容姿の美しさとは裏腹に多少下品なネタを優菜達の前で躊躇なく見せるなど、意外な一面も持ち合わせる（星崎曰く、セクハラ・暴力何でもありの職場で、お上品にやってては生きていけないとのこと）。
杉村 多恵子（すぎむら たえこ）
ヘルパー。優菜の同僚。眼鏡をかけており、「〜っす」が口癖（目上の人や利用者だけでなく、優菜のような後輩に対しても同様に話す）。おしゃべりで、明るい性格のムードメーカーである。小渕からは「杉ちゃん」と呼ばれている。
医学部に通う大学生の弟に仕送りをしているため赤貧にあえいでおり、食糧調達のために川で釣りをしたり、山で狩猟をしていたりような描写もある。
小渕 みのり（おぶち みのり）
ヘルパー。優菜の同僚。元ヤンキーであり、施設近くの高架下で仲間達とたむろしていたところを星崎に注意されたためケンカを売ったところ、自身が木刀を持っていたにもかかわらずホウキを持っていた星崎に逆に打ち負かされてしまい、「許してあげる代わりに、（介護施設の）仕事を手伝いなさい」という条件で、介護業界に引きずり込まれた。勤務は継続しており、星崎からは適性があると評されている（しかし、時々座り方がヤンキー座りになったり、イライラした時に眉間にシワを寄せてガンを飛ばしがちになるなど、昔の血が騒ぐ時もある）。目が細い顔立ちをしており、お金に細かい一面を持つ。4人の中では最も背が高い。愛称は「ブッチー（さん）」。
片山 千秋（かたやま ちあき）
ヘルパー。優菜の同僚。料理が上手い。普段はおとなしくブツブツと小さな声で話すため、一見、体調不良にも見えてしまい、介護しているはずの利用者たちからも心配されることがある。徹夜明けなど疲労やストレスがピークを超えると躁状態になり、意味不明な言動をしたり、注意力散漫で仕事にならない状態となるため、危険視されている。
ショートヘアで、前髪を個性的な髪留め（目玉、手の骨など）で留めている。4人の中では最も背が低い。
石破（いしば）
企業買収時に残留を請われたベテランの女性ヘルパー。先輩として優菜たちへアドバイスを行うことも多い。
二階（にかい）施設長
買収後のインペリアルライフの長として雇われている、眼鏡をかけた細身の中年男性。既婚者。元々介護業界の人ではないため、企業としての損益の面から厳しい要求、営業目標（介護保険適用外の商品（サービス）の売り込みなど）を優菜らに告げることもある。
MINIC（ミニック）
訪問介護者の自宅などに配備している小型ロボット。（歩行式ではないが）自走可能で、介護者の行動記録やインペリアルライフとの通信などに用いられている。介護者を抱き上げることもできる大型ロボットもある。
小泉 ナツキ（こいずみ ナツキ）
インペリアル調布のヘルパー。ときどきインペリアルライフへも手伝いに来ている。
女性的な言葉遣いや外見をしているが、れっきとした男性である。実家は暴力団であり、舎弟からは「若」と呼ばれる。暴対法もあって、海外富裕層向けの特別養護老人ホームを生業とするためにインペリアルで働いている。
語尾を伸ばす独特の口調で他のキャラクターとは台詞に違う書体が使用されているが、実家の舎弟らと喋る時は他のキャラクターと同じ口調、書体に変わる。
終盤で、実家のことがマスコミにバレた場合にインペリアルのダメージがあると考え、辞表を提出。健幸都市特区問題に対し、裏社会からの援護を行う。

### インペリアル世田谷の関係者
インペリアル世田谷は御子神重工資本の介護老人福祉施設。コンシェルジュ部門などもある。
笠井 信男（かさい のぶお）
60歳代。ホテル管理職を定年まで勤めあげた経歴を御子神社長に買われ、インペリアル世田谷のコンシェルジュ部門主任に再就職した。介護業界については知識も薄いため質問役となることも多い。
『コンシェルジュ』の登場人物であり、同作の舞台となる「クインシーホテル・トーキョー」の元支配人。優菜の父親とも面識がある。
安倍 雪乃（あべ ゆきの）
インペリアル世田谷のコンシェルジュ。左目の下に泣きぼくろがある。終盤、妊娠のため休職となる。
麻生 ちなみ（あそう ちなみ）
インペリアル世田谷のコンシェルジュ。同施設において、「利用する人がなく、ただ待つだけで一日の大半を過ごす日もあることに寂しさを感じる」と輝彦に訴えかけたことで、『ライフ・コンシェルジュ』という保険適用外のサービス（旅行や趣味などに対してのサポート）を同施設コンシェルジュに一本化するシステムが確立された。
5歳の娘がいる。

### その他の人物
野田 新生（のだ あらた）
ケアマネージャー。
年齢は明らかにされていないが、平成ではなく昭和産まれ。コミックス3巻より登場。
ホテルキャピタル白金平の関係者
『コンシェルジュ プラチナム』の舞台となるホテル、および主要登場人物。優菜は前作で面識がある。
詳細はコンシェルジュ プラチナム#登場人物参照。
九音 響也（くおん きょうや）
前作の主人公。心理士にして経営アドバイザー。
優菜のアイデアを元に輝彦が試作させた「笑顔認証システム」を見て、心理士の立場から肯定的な反応をした。
首相とも昵懇であり、終盤の健幸都市特区問題では対処法のアドバイスを送っている。
十津川 京香（とつかわ きょうか）
ホテルキャピタル白金平のコンシェルジュ部門主任。九音の上司でもある。
初対面の時に輝彦に結婚申込みをしでかしてしまう。
その後、優菜らが画策し、輝彦と食事の機会を設けて交際させようとしている。

## 書誌情報
- いしぜきひでゆき（原案）・藤栄道彦（画）『コンシェルジュ インペリアル』徳間書店〈ゼノンコミックス〉、全7巻
  1. 2015年4月20日発売 ISBN 978-4-19-980263-8
  2. 2015年10月20日発売 ISBN 978-4-19-980301-7
  3. 2016年3月21日発売 ISBN 978-4-19-980335-2
  4. 2016年8月20日発売 ISBN 978-4-19-980363-5
  5. 2017年1月20日発売 ISBN 978-4-19-980386-4
  6. 2017年6月20日発売 ISBN 978-4-19-980420-5
  7. 2017年11月20日発売 ISBN 978-4-19-980455-7